# Lengua francesa en Argelia

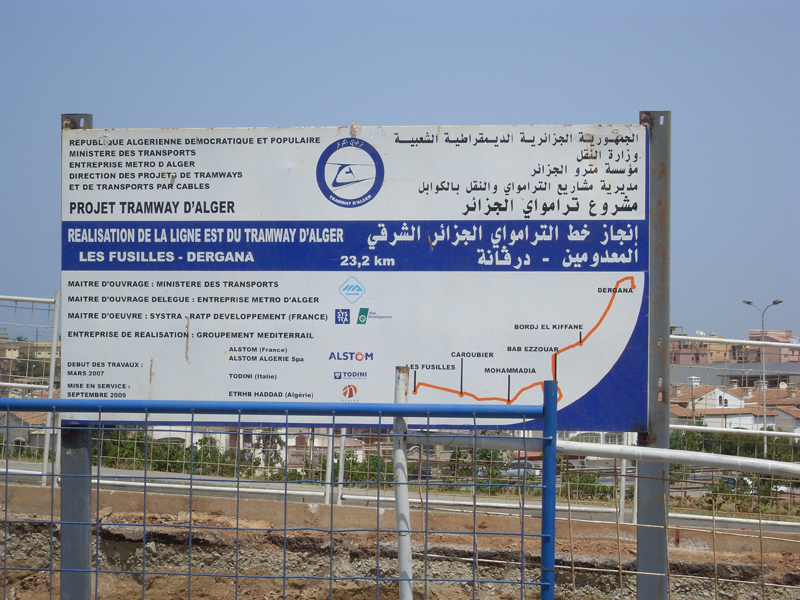
Letrero en Argelia en árabe y francés

El francés es una lengua franca de Argelia según el World Factbook de la CIA. Argelia es el segundo país francófono más grande del mundo en términos de oradores.  En 2008, 11.2 millones de argelinos (33%) podían leer y escribir en francés.  A pesar de los intentos intermitentes de erradicar el francés de la vida pública, en la década de 2000 había muchos más hablantes de francés en Argelia que en la víspera de la independencia en 1962.
En Argelia, el 69,1% de la población mayor de 15 años en Argelia, Constantino, Orán y Annaba pueden leer y escribir en francés. Según una encuesta realizada en 2012, menos de cuatro de cada 10 argelinos se identificaron con una identidad francófona. Por el contrario, hablar de francés se consideraba esencial por siete de cada 10, aunque un tercio de la población sentía que el uso del francés está disminuyendo. En las zonas urbanas, la capacidad de hablar francés con fluidez se considera casi obligatoria para encontrar empleo, especialmente en los campos especializados de cuello blanco.  El francés es la primera lengua extranjera en Argelia, y se introduce en el nivel primario. En la educación superior, el francés es el idioma de instrucción en los campos científico y técnico.
Los argelinos francófonos se pueden dividir en tres categorías amplias: "francófonos reales", que hablan francés como parte de su vida cotidiana y en su mayoría tienen antecedentes privilegiados; 'Francófonos ocasionales', que usan el idioma en ciertos contextos, alternándolo con el árabe, y 'francófonos pasivos', que pueden entender el francés pero no lo hablan.
Los canales de televisión franceses son ampliamente vistos en Argelia, y los periódicos argelinos imprimen sus horarios de televisión.  Argelia también tiene una importante prensa en lengua francesa. Un informe de 2014 publicado por la Asamblea Nacional de Francia lo describe como el país francófono más importante después de Francia. Sin embargo, Argelia no es miembro de la Francofonía. En las redes sociales, el francés fue utilizado en Facebook por el 76% de los argelinos en 2014.
El francés no es oficial, pero The World Factbook lo cita como la lengua franca del país. El idioma francés, restringido a una élite urbana durante el período colonial, comenzó a expandirse como parte de los esfuerzos de educación masiva lanzados después de 1962. Su controvertido estatus como legado del colonialismo llevó a la creciente arabización del sistema escolar en los años 70 y 80. El uso del francés en el país alcanzó su punto más bajo durante la guerra civil argelina en la década de 1990, cuando grupos islamistas armados atacaron a los maestros de francés. El lenguaje se ha recuperado en la vida pública desde el final de la guerra, que culminó en los esfuerzos para reintroducir el francés en las escuelas primarias en 2006, que inicialmente se vieron obstaculizados por la falta de maestros suficientemente calificados. Refiriéndose al uso continuado del francés en Argelia en el período postcolonial, la escritora Kateb Yacine describió la lengua francesa como el "botín de guerra" (butin de guerre) de los argelinos.
Los medios locales en lengua francesa incluyen El Watan, Le Soir d'Algérie, Liberté, Le Matin y Tout sur l'Algérie. Según un estudio realizado en 2010 por IMMAR Research & Consultancy, los periódicos francófonos tenían un número de lectores de 4,459,000 en el país, o el 28% del total, y una mayoría entre los lectores con educación secundaria o universitaria.

## Historia
Durante la colonización francesa de 1830 a 1962, según Benrabah, el francés "simboliza la explotación extranjera y, por lo tanto, debe ser resistido", pero que "sirvió como una herramienta para aumentar la conciencia y el apoyo de la población a favor de tal resistencia" porque el francés transmitió " Valores universales "de libertad, igualdad y fraternidad". Durante el período colonial, alrededor de un millón de hablantes nativos franceses vivían en Argelia. Los pied-noirs desarrollaron un dialecto distintivo, denominado Pataouète. En 1963, de las 1,300,000 personas alfabetizadas en Argelia, 1 millón leía el francés. De la población total, 6 millones hablaban francés.
En la década de 1960, los políticos argelinos posteriores a la independencia intentaron llevar a cabo una campaña de arabización para reemplazar el uso del francés por el árabe estándar moderno.  El gobierno argelino enseñó francés como la primera lengua extranjera obligatoria para los estudiantes a partir del cuarto grado en el ciclo primario, desde finales de los años setenta hasta principios de los noventa. En septiembre de 1993, el Ministerio de Educación Primaria y Secundaria hizo del francés y el inglés dos opciones separadas para el primer idioma extranjero obligatorio; los estudiantes debían elegir uno sobre el otro; la gran mayoría de los estudiantes seleccionaron el francés como su primer idioma extranjero obligatorio. Los opositores al bilingüismo franco-árabe en Argelia argumentaron que el francés era una lengua colonialista e imperialista. Un informe para el Alto Consejo de la Francofonía en París declaró en 1986 que en Argelia, 150,000 personas hablaban francés como primera lengua y 6,5 millones hablaban francés como segunda lengua. La población total de Argelia en ese momento era de 21 millones.
Benrabah dijo que "[f] desde un punto de vista cuantitativo, la Argelia de hoy es la segunda comunidad francófona más grande del mundo" y que "la arabización, o la política lingüística implementada para desplazar al francés por completo, fracasó". 1990, 6,650,000 personas en Argelia hablaban francés, 150,000 eran hablantes nativos y 6,500,000 eran hablantes de segunda lengua. En 1993, de los 27.3 millones de personas en Argelia, 49% hablaban francés. En ese momento, los estudios predijeron que el 67% de la población argelina hablaría francés para el 2003. El Instituto Abassa encuestó a 1,400 hogares argelinos en abril de 2000 sobre su uso del idioma. De ellos, el 60% hablaba y / o entendía la lengua francesa. El instituto utilizó sus hallazgos para representar a los 14 millones de ciudadanos argelinos que tenían 16 años o más. Benrabah dijo que las encuestas confirman la tendencia del aumento francés en Argelia.
Maamri dijo que en 2009, debido al advenimiento de los canales de televisión satelital que ofrecen entretenimiento francófono, el lenguaje "ahora está disfrutando de una especie de renacimiento". Agregó que "También a lo largo de los años, el gobierno argelino ha rechazado, reintroducción del francés ".
En 2014, el 76% de los usuarios de Facebook en Argelia publicó en francés, mientras que el 32% publicó en árabe. En 2016, el 68% usaba Facebook en francés, mientras que el 43% lo usaba en árabe.

## Estado
Las constituciones de 1963 y 1976 no mencionan a los bereberes y los franceses. El Comité Permanente de Nombres Geográficos para Uso Oficial Británico (PCGN) declara "En realidad, el francés es la lengua franca de Argelia", y que a pesar de los esfuerzos del gobierno por eliminar el francés, nunca dejó de ser la lengua franca.  El PCGN declaró que "las actitudes oficiales hacia ambos bereberes y franceses han sido en gran medida negativas". A pesar de su uso generalizado del francés, Argelia no se ha unido a la Organización Internacional de la Francofonía, una organización internacional de países de habla francesa.
La elección del idioma de los líderes argelinos en público refleja su política lingüística: Houari Boumédiène, segundo presidente de Argelia de 1965 a 1978, se opuso firmemente al francés y nunca lo usó públicamente. Chadli Bendjedid, tercer presidente del país, utilizó solo el árabe clásico en sus discursos, al igual que Liamine Zéroual. Otros líderes políticos, como Mohamed Boudiaf y el actual presidente Abdelaziz Bouteflika, tuvieron una actitud más favorable hacia los franceses. Bouteflika, en particular, creía que la dimensión francófona de Argelia era evidente en el impacto de pensadores como Descartes y los paralelos entre las revoluciones francesa y argelina.

## Uso
A partir de 2009, dos tercios de los argelinos tienen un conocimiento "bastante amplio" del francés, y la mitad lo habla como segunda lengua. Las estimaciones de Ethnologue indican que 10,200 personas en Argelia lo hablan como su lengua materna. Malika Rebai Mammri, autora de "El síndrome de la lengua francesa en Argelia", dijo que "el francés sigue siendo la lengua dominante en los círculos comerciales y profesionales" y que "ciertos aspectos de la educación formal y la investigación todavía se publican en la lengua francesa. una gran parte de los sectores económicos e industriales y de la prensa todavía usan el francés extensivamente ".  El francés y el bereber son las dos lenguas comúnmente utilizadas en la región de Kabylie.
Según Mohamed Benrabah, "[l] a actitud de los argelinos hacia la lengua francesa es compleja principalmente debido a la historia reciente".  En Argelia, los arabo-islamistas apoyan el árabe monolingüe y los "modernistas", que consisten principalmente en Los miembros francófonos y laicos de la élite argelina y la población en general, favorecen el bilingüismo en árabe y francés.